# 于立成
古勒勒．瑪達拉俄 （排灣語：Kuljelje Madalae，1973年10月6日—）一位綽號大山的台灣男歌手，以于立成為名出道，從二重唱團體「山風點伙」到單飛，一直被譽為音域寬廣的靈魂歌手。

## 生平
古勒勒出生於台北市，父親是山東人與泰雅族的後代，母親为排灣族，受母親的影響，自小就愛唱歌，與紀宏仁老師學幕後製作，作品被唱片公司相中，在1997年與高中同學馮震國組成山風點伙，發行第一張專輯「深藏不露」。
所屬唱片公司及經紀公司縮編之後，沉寂了五年。發行了第一張個人專輯，除了繼續自己創作專輯的製作發行和幕後音樂製作之外，古勒勒目前在北市各大音樂餐廳和PUB駐唱。

## 經歷
- 華視擔任道具執行製作（1993年，王鈞全能製作公司）
- 懷念鄧麗君金曲歌唱大賽（1995年，得到全台灣第二名，全球華人第四名）
- 木吉他民歌西餐廳開始駐唱（1995年）
- TOP10演藝學院（1996年，跟紀宏仁老師學唱片幕後製作）
- 中廣流行網（1996年，製作與演唱台呼）
- 深藏不露（1997年，出版山風點伙第一張專輯）
- 金曲獎（1998年，入圍第九屆金曲獎最佳演唱人獎及最佳新人獎兩大項目）
- 無法忘記（1998年，出版山風點伙第二張專輯）
- 華納版權公司（2000年，加盟）
- 環球版權公司（2002年，加盟）
- 北半球有歐得洋（2003年，歐德洋專輯和聲編寫及和聲錄唱）
- 兩邊（2003年，邰正宵專輯和聲編寫及和聲錄唱）
- 看得見的聲音（2005年，發行第一張個人創作專輯）
- EZ5（2005年，開始在知名酒吧EZ5駐唱）
- 紅色大道（2006年，發行網路單曲）
- 想念日記（2006年，發行第二張個人創作專輯）
- 迪克牛仔風飛沙（2007年，專輯和聲編寫及和聲錄唱）
- 阿嬤的臉（2007年，原創音樂大賽入圍歌曲）
- 愛情片段（2008年，發行第三張個人創作專輯）
- LOVE TOUCH（2009年，發行第四張個人創作專輯）
- 戀花（2010年，洪敬堯戀花專輯寶島青春夢合聲編寫及合聲錄唱）
- 畫、人生（2011年，大愛劇場八點檔畫、人生主題曲演唱）
- 愛在陽光下（2013年，大愛劇場愛在陽光下片尾曲演唱給你）
- 全能星戰（與黃小琥參加內地全能星戰擔任合唱嘉賓）
- 分手大門（2018最新發行數位單曲）
- 成都君悅酒店（2021年受邀至成都君悅酒店內設戲迷酒吧駐唱）
- 依然在這裡（2022最新發行數位單曲）

## 唱片作品
| 發行日期   | 專輯名稱       | 性質      | 唱片公司 | 演唱者   | 曲目 |
| ---------- | -------------- | --------- | -------- | -------- | --- |
| 1997年10月 | 深藏不露       | 專輯      | 立得     | 山風點伙 | 1. 深藏不露 2. 出乎意料 3. 不甘寂寞 4. 愛她並不傻 5. 給我愛 6. 任你左右 7. 愛以稀為貴 8. 我要快樂 9. 乾脆 10. You Are My Angel                                     |
| 1998年1月  | 深藏不露加贈版 | 專輯 + EP | 立得     | 山風點伙 | 1. 中廣台呼十種版本 2. 深藏不露專輯主打REMIX版 |
| 1998年11月 | 無法忘記       | 專輯      | 立得     | 山風點伙 | 1. 無法忘記 2. 從此不再放你走 3. 靠山(大山獨唱) 4. 愛需要勇氣 5. 藍的心 6. 不解風情(小風獨唱) 7. 天生PARTNER 8. 再見是愉快的 9. SHA_LA_LA 10. 不能不愛(與棻蘭合唱) |
| 2005年11月 | 看得見的聲音   | 個人專輯  | 群石國際 | 于立成   | 1. 脆弱 2. 一家人 3. 想想 4. 挑撥 5. 愛情模樣 6. 示愛 7. 給我 8. 失眠 9. 請不要挑逗我 10. 何必有開始 11. call my name                                              |
| 2006年12月 | 想念日記       | 個人專輯  | 群石國際 | 于立成   | 1. 開始了 2. 想念日記 3. 別離開 4. 不懂 5. 找一個地方 6. 黑夜 7. 戒了 8. 三不五時 9. 機車 10. 還記得 11. 戒了(DEMO版)                                              |
| 2008年12月 | 愛情片段       | 個人專輯  | 群石國際 | 于立成   | 1. Intro 2. 愛情片段 3. 到底誰是你的Lover 4. 大人小孩(與曾治豪合唱) 5. 怎麼說 6. Make Me Cry(與AWHOO合唱) 7. 何日君回來 8. 阿嬤的臉 9. 幻想 10. 愛情逃犯(粵語)     |
| 2009年12月 | Love Touch     | 個人專輯  | 群石國際 | 于立成   | 1. 愛情的事 2. My Friend 3. 八卦 4. Give Me Some Love 5. 多不願放棄 6. 大老粗 7. Get Out Of Here 8. 你在身旁 9. Time 10. I Believe In Love 11. Outro               |
| 2018年12月 | 分手大門       | 數位單曲  | 群石國際 | 于立成   | 1. 分手大門 |
| 2022年6月  | 依然在這裡     | 數位單曲  | 群石國際 | 于立成   | 1. 依然在這裡 |

## 其他作品
| 發行日期   | 歌名     | 備註                                   |
| ---------- | -------- | -------------------------------------- |
| 1998年2月  | 中廣台呼 | 中廣流行音樂網                         |
| 2006年10月 | 紅色大道 | 發行網路單曲                           |
| 2008年12月 | 阿嬤的臉 | 原創音樂比賽入圍歌曲                   |
| 2009年9月  | 為你擦淚 | 給我一雙能飛翔的翅膀(88水災公益關懷EP) |
| 2011年9月  | 高聲唱   | 建國百年創作歌曲冠軍                   |
| 2011年10月 | 畫．人生 | 大愛劇場八點檔主題曲演唱               |
| 2013年4月  | 給你     | 大愛劇場(愛在陽光下)片尾曲演唱         |

其他重要創作作品
| 歌名         | 演唱歌手/團體 | 創作者                    |
| ------------ | ------------- | ------------------------- |
| 不管         | 周蕙          | 作詞：陳韋伶 作曲：于立成 |
| 你身邊       | 黃維德        | 作詞：于立成 作曲：于立成 |
| 挑撥         | 5566          | 作詞：于立成 作曲：于立成 |
| 愛情程式     | 范逸臣        | 作詞：易家揚 作曲：于立成 |
| 脆弱         | 楊坤          | 作詞：于立成 作曲：于立成 |
| 夜燈         | Julie＆JR     | 作詞：于立成 作曲：于立成 |
| 真的愛在哪裡 | Julie         | 作詞：于立成 作曲：于立成 |

## 外部連結
- 群石國際網站（页面存档备份，存于）
- 于立成創作網站